# Explorer 12

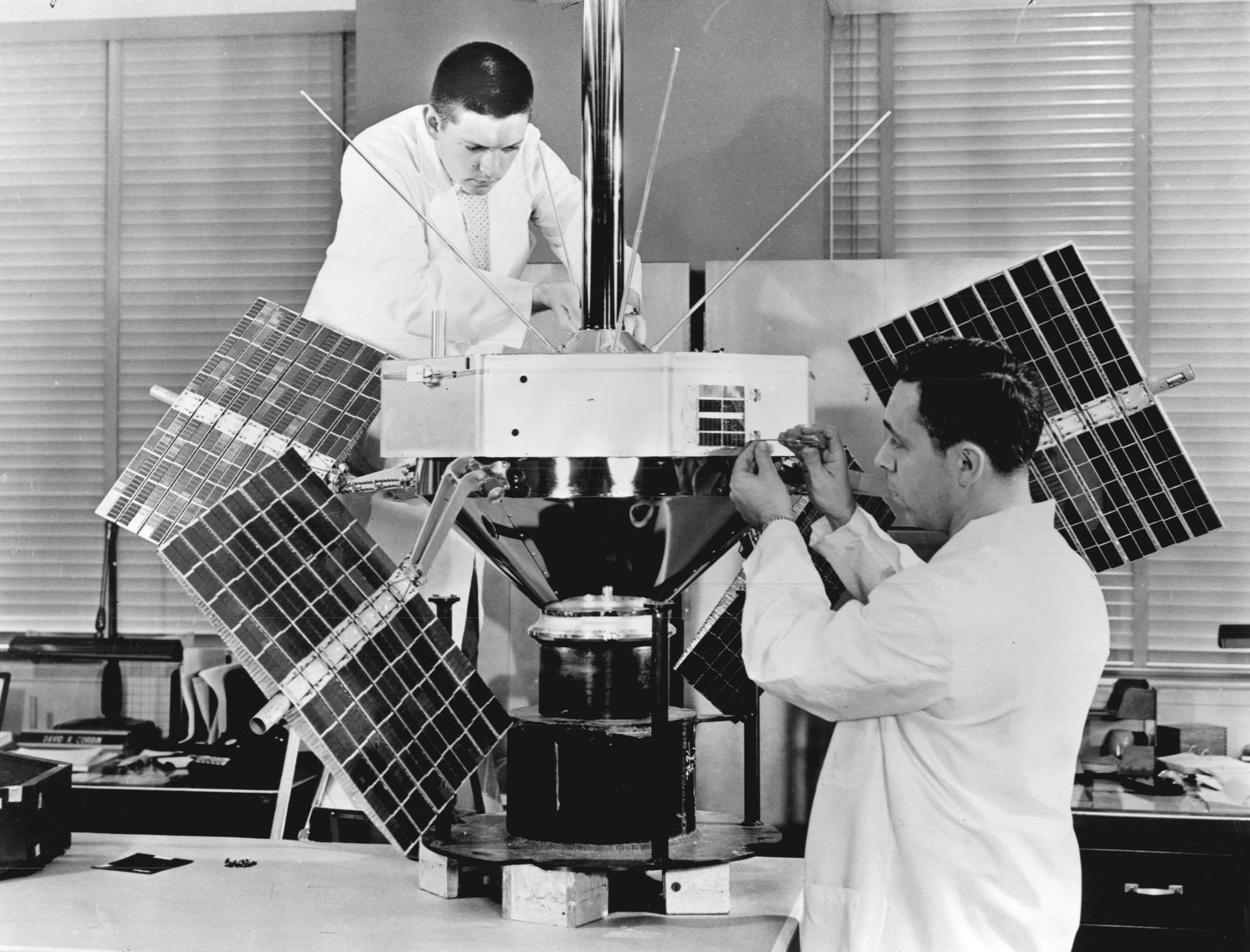
Explorer 12 pronto per il volo.

L'Explorer 12 fu un satellite statunitense appartenente al Programma Explorer, il suo compito fu studiare i raggi cosmici, il vento solare, la magnetosfera e i campi magnetici interplanetari.

## La missione
Explorer 12 fu lanciato il 16 agosto del 1961 tramite il vettore Thor-Delta e fu immesso in un'orbita con apogeo di 790 km e apogeo di 76.620 km con un periodo di 1.587 minuti.
La sonda eseguì tutti i rilevamenti per cui era stata progettata e funzionò egregiamente fino al 6 dicembre 1961, quando si interruppero le comunicazioni con la Terra a causa di un probabile guasto al sistema di alimentazione elettrica.
La macchina registrò e trasmise dati per il 90% del suo tempo di funzionamento.

## Il satellite
Explorer 12 fu il primo di una serie di satelliti artificiali facenti parte della serie S3 tra i quali ricordiamo Explorer 14, Explorer 15 e Explorer 26.
Per la trasmissione dei dati, la sonda, utilizzava un trasmettitore a 16 canali multiplexati il quale richiedeva appena 0,324 secondi per una scansione di tutte le 16 linee di trasmissione.
Otto canali erano utilizzati per la conversione in digitale delle misurazioni eseguite, mentre i restanti 8 canali erano utilizzati per la trasmissione analogica dei dati ottenuti.
Un canale digitale era inoltre diviso in 16 sottocanali ed utilizzato per il controllo del satellite (temperatura, assetto ecc.).